# Charles Garland
Charles Stedman Garland (ur. 29 października 1898 w Pittsburgu, Pensylwania, zm. 28 stycznia 1971 w Baltimore) – amerykański tenisista.
Studiował na Uniwersytecie Yale i reprezentował barwy tej uczelni na mistrzostwach międzyuczelnianych Stanów Zjednoczonych w 1919, wygrywając zarówno w grze pojedynczej, jak i deblu. W 1920, w parze z Dickiem Williamsem, wygrał grę podwójną na Wimbledonie; pokonali oni w finale Kingscote’a i Parke’a 4:6, 6:4, 7:5, 6:2 i stali się pierwszymi Amerykanami, którzy zwyciężyli w deblu wimbledońskim.
W latach 1918–1920 Garland figurował w czołówce rankingu tenisistów amerykańskich (jako nr 8). Później był znanym działaczem amerykańskiej federacji tenisowej (USTA), członkiem jej władz oraz kapitanem reprezentacji w Pucharze Davisa w 1927. W 1969 jego nazwisko wpisano do Międzynarodowej Tenisowej Galerii Sławy.